# Visual Studio Code
Visual Studio Code (también llamado VS Code) es un editor de código fuente desarrollado por Microsoft para Windows, Linux, macOS y Web. Incluye soporte para la depuración, control integrado de Git, resaltado de sintaxis, finalización inteligente de código, fragmentos y refactorización de código. También es personalizable, por lo que los usuarios pueden cambiar el tema del editor, los atajos de teclado y las preferencias. Es software gratuito y de código abierto, aunque la descarga oficial está bajo software privativo e incluye características personalizadas por Microsoft.
Visual Studio Code se basa en Electron, un framework que se utiliza para implementar Chromium y Node.js como aplicaciones para escritorio, que se ejecuta en el motor de diseño Blink. Aunque utiliza el framework Electron, el software no usa Atom y en su lugar emplea el mismo componente editor (Monaco) utilizado en Visual Studio Team Services (anteriormente llamado Visual Studio Online).

## Historia
Visual Studio Code fue anunciado el 29 de abril de 2015 por Microsoft en la conferencia Build de 2015. Una versión preliminar se lanzó poco después.
El 18 de noviembre de 2015, Visual Studio Code fue lanzado bajo la licencia MIT y su código fuente fue publicado en GitHub. También fue anunciada una nueva capacidad para agregar extensiones.
El 14 de abril de 2016, Visual Studio Code graduó la etapa de vista previa pública y se lanzó a la web.

## Características
Visual Studio Code es un editor de código fuente construido sobre el framework Electron. Es compatible con varios lenguajes de programación y un conjunto de características que pueden o no estar disponibles para un lenguaje dado, como se muestra en la siguiente tabla. Muchas de las características de Visual Studio Code no están expuestas a través de los menús o la interfaz de usuario. Más bien, se accede a través de la paleta de comandos o a través de archivos .json (por ejemplo, preferencias del usuario). La paleta de comandos es una interfaz de línea de comandos. Sin embargo, desaparece si el usuario hace clic fuera de él o presiona una combinación de teclas en el teclado para interactuar con algo que está fuera de él. Esto también se aplica a los comandos que requieren mucho tiempo. Cuando esto sucede, el comando en progreso se cancela.
En el rol de editor de código fuente, Visual Studio Code permite cambiar la página de códigos en la que se guarda el documento activo, el carácter que identifica el salto de línea (una opción entre LF y CRLF) y el lenguaje de programación del documento activo.
Recientemente, se lanzó al público la versión web del editor bajo el dominio vscode.dev. A diferencia de la versión de escritorio, esta no hace uso de Electron, no posee compatibilidades con ciertos complementos y no se puede acceder al terminal integrado que posee.
| Características          | Lenguajes |
| ------------------------ | --- |
| Resaltado de sintaxis    | * Archivo batch Go JSONJava |
| Snippets                 | Groovy Markdown Nim [ 10 ] PHP Swift |
| Autocompletado de código | CSS HTML JavaScript JSON Less Sass TypeScript |
| Refactorización          | C# TypeScript |
| Depuración               | - JavaScript and TypeScript for Node.js projects - C# and F# for Mono projects on Linux and macOS - C and C++ on Windows, Linux and macOS - Python with Python plug-in installed - PHP with XDebug and PHP Debug plug-in installed |

Visual Studio Code se puede extender a través de complementos, disponible a través de un repositorio central. Esto incluye adiciones al editor y soporte de lenguajes. Una característica notable es la capacidad de crear extensiones que analizan código, como linters y herramientas para análisis estático, utilizando el Protocolo de Servidor de Idioma.

## Recolección de datos
Visual Studio Code recopila datos de uso y los envía a Microsoft, aunque esto puede ser deshabilitado. Además, debido a la naturaleza open-source de la aplicación se puede ver exactamente qué datos se recopilan. Los datos se comparten entre las filiales y subsidiarias controladas por Microsoft y con las autoridades conforme a la declaración de privacidad.